# Вандеркук (Мічиган)
Вандеркук (англ. Vandercook Lake) — переписна місцевість (CDP) в США, в окрузі Джексон штату Мічиган. Населення — 4579 осіб (2020).

## Географія
Вандеркук розташований за координатами 42°11′29″ пн. ш. 84°23′8″ зх. д. / 42.19139° пн. ш. 84.38556° зх. д. (42.191425, -84.385487).  За даними Бюро перепису населення США в 2010 році переписна місцевість мала площу 12,51 км², з яких 11,84 км² — суходіл та 0,67 км² — водойми.

## Демографія
Згідно з переписом 2010 року, у переписній місцевості мешкала 4721 особа в 1842 домогосподарствах у складі 1316 родин. Густота населення становила 377 осіб/км².  Було 1985 помешкань (159/км²).
Расовий склад населення:
| - 95,3 % — білих - 1,3 % — чорних або афроамериканців - 0,2 % — корінних американців - 0,2 % — азіатів |

До двох чи більше рас належало 2,3 %. Частка іспаномовних становила 2,3 % від усіх жителів.
За віковим діапазоном населення розподілялося таким чином: 24,8 % — особи молодші 18 років, 60,7 % — особи у віці 18—64 років, 14,5 % — особи у віці 65 років та старші. Медіана віку мешканця становила 40,1 року. На 100 осіб жіночої статі у переписній місцевості припадало 92,9 чоловіків;  на 100 жінок у віці від 18 років та старших — 91,2 чоловіків також старших 18 років.
Середній дохід на одне домашнє господарство  становив 56 853 долари США (медіана — 44 458), а середній дохід на одну сім'ю — 65 346 доларів (медіана — 55 156). Медіана доходів становила 45 338 доларів для чоловіків та 40 448 доларів для жінок. За межею бідності перебувало 22,4 % осіб, у тому числі 34,8 % дітей у віці до 18 років та 9,2 % осіб у віці 65 років та старших.
Цивільне працевлаштоване населення становило 1960 осіб. Основні галузі зайнятості: виробництво — 22,8 %, освіта, охорона здоров'я та соціальна допомога — 20,2 %, роздрібна торгівля — 13,8 %, мистецтво, розваги та відпочинок — 8,7 %.